# Dario Barbosa
Dario Barbosa (* 21. Juli 1882 in Porto Alegre; † 25. September 1965 ebenda) war ein brasilianischer Sportschütze.

## Karriere
Dario Barbosa nahm an den Olympischen Spielen 1920 in Antwerpen in zwei Disziplinen teil. Mit der Freien Pistole verpasste er in der Einzelkonkurrenz über 50 m mit 441 Punkten eine vordere Platzierung. Im Mannschaftswettbewerb gewann er dagegen gemeinsam mit Afrânio da Costa, Guilherme Parãense, Fernando Soledade und Sebastião Wolf mit 2264 Punkten hinter der US-amerikanischen und der schwedischen Mannschaft die Bronzemedaille.
Barbosa war Arzt.